# Huancayo (provincie)
Huancayo is een provincie in de regio Junín in Peru. De provincie heeft een oppervlakte van  3.558 km² en telt 503.139 inwoners (2015). De hoofdplaats van de provincie is het district Huancayo; drie van de 28 districten vormen samen de stad (ciudad) Huancayo.

## Bestuurlijke indeling
De provincie Huancayo is verdeeld in 28 districten, UBIGEO tussen haakjes:
- (120104) Carhuacallanga
- (120105) Chacapampa
- (120106) Chicche
- (120107) Chilca, deel van de stad (ciudad) Huancayo
- (120108) Chongos Alto
- (120111) Chupuro
- (120112) Colca
- (120113) Cullhuas
- (120114) El Tambo, deel van de stad (ciudad) Huancayo
- (120116) Huacrapuquio
- (120117) Hualhuas
- (120119) Huancán
- (120101) Huancayo, hoofdplaats van de provincie en deel van de stad (ciudad) Huancayo
- (120120) Huasicancha
- (120121) Huayucachi
- (120122) Ingenio
- (120124) Pariahuanca
- (120125) Pilcomayo
- (120126) Pucara
- (120127) Quichuay
- (120128) Quilcas
- (120129) San Agustín
- (120130) San Jerónimo de Tunán
- (120132) Saño
- (120135) Santo Domingo de Acobamba
- (120133) Sapallanga
- (120134) Sicaya
- (120136) Viques

Chanchamayo · Chupaca · Concepción · Huancayo · Jauja · Junín · Satipo · Tarma · Yauli